# Sotjangonsaari
Sotjangonsaari är en ö i Finland. Den ligger i sjön Pielisjärvi och i kommunerna Juga och Lieksa och landskapet  Norra Karelen, i den östra delen av landet, 400 km nordost om huvudstaden Helsingfors. Öns största längd är 4,6 kilometer i nord-sydlig riktning.

## Klimat
Trakten ingår i den boreala klimatzonen. Årsmedeltemperaturen i trakten är 0 °C. Den varmaste månaden är augusti, då medeltemperaturen är 14 °C, och den kallaste är januari, med −16 °C.